# Феросплавна промисловість

Динаміка світового виробництва феросплавів у доменних і електродугових печах

Феросплавна промисловість — галузь виробництва, що займається отриманням феросплавів на спеціалізованих підприємствах чорної металургії.

## Загальний опис
Найпоширеніший електротермічний (електропічний) спосіб отримання феросплавів (електроферосплавів); по вигляду відновника він розділяється на вуглевідновний, яким отримують вуглецеві феросплави (5–8 % C) і всі крем'янисті сплави, і металотермічний (до нього умовно відносять і силікотермічний), яким отримують сплави з пониженим вмістом вуглецю (0,01–2,5 % C).
Вуглевідновним процесом, здійснюваним головним чином в рудотермічних печах потужністю 16,5–72 Мва, отримують феросиліцій, кристалічний кремній, силікоалюміній, силікокальций, феросилікокальций, силікомарганець, силікохром, вуглецевий феромарганець і ферохром, ферофосфор, комплексні сплави на крем'янистій основі, а також низькофосфористий марганцевий шлак; виробництво доменних феросплавів дуже мале за масштабами і постійно скорочується (бідний феросиліцій і феромарганець), оскільки вони більше забруднені домішками і стоять дорожче за електроферосплави.
Низьковуглецеві (рафіновані) феросплави отримують в дугових (рафінувальних) електропечах потужністю 2,5–5,5 Мва металотермічним способом (див. Металотермія). силікотермічеським (див. Силікотермія) — низько- і безвуглецеві сплави марганцю і хрому, ферованадій (у шихту додають алюміній), феровольфрам (у шихту додають коксик), силікоцирконій, алюмінотермічеським (див. Алюмінотермія) — металевий хром, безвуглецевий ферохром, фероніобій, феробор, силікоцирконій, різні лігатури з рідкісними і рідкісноземельними металами.
Середневуглецевий ферохром отримують також в конвертерах з кисневим дуттям (з вуглецевого ферохрому). Для отримання азотвмісних (азотованих) сплавів марганцю, хрому і ванадію застосовують електропечі опору і індукційні печі.
Позапічними алюмінотермічним способом виплавляють феротитан, металевий хром і ванадій, позапічним силікотермічним способом — феромолібден (у шихту додають алюміній).

## В Україні
У 2020-их роках основними вітчизняними споживачами феросплавів на основі рідкісних металів були Маріупольський металургійний комбінат імені Ілліча, «Азовсталь», «Дніпроспецсталь», «Запоріжсталь» та інші.
Найбільшими виробниками феросплавів в Україні є Запорізький завод феросплавів та Нікопольський завод феросплавів, які працюють на сировині Марганецького гірничо-збагачувального комбінату та Покровського гірничо-збагачувального комбінату. Окрім цих підприємств, до війни на сході України  діяв Стахановський завод феросплавів у м. Кадіївка Луганської області.
У 2024 році Україна скоротила експорт феросплавів у натуральному вираженні в 4,45 раза порівняно з 2023 роком – до 77,316 тис. тонн із 344,173 тис. тонн, у грошовому вираженні експорт знизився в 3,4 раза – до $88,631 млн із $297,595 млн. При цьому основний експорт здійснювався до Польщі (27,40% постачі у грошовому вираженні), Туреччини (21,53%) та Італії (19,82%).
Водночас Україна імпортувала 82,259 тис. тонн цієї продукції порівняно з 14,203 тис. тонн за 2023 рік (зростання в 5,8 раза). У грошовому вираженні імпорт зріс у 3,3 раза – до $140,752 млн із $42,927 млн. Ввезення здійснювалося переважно з Польщі (32,71%), Норвегії (19,55%) і Казахстану (13,90%).